# Cidade do Futebol

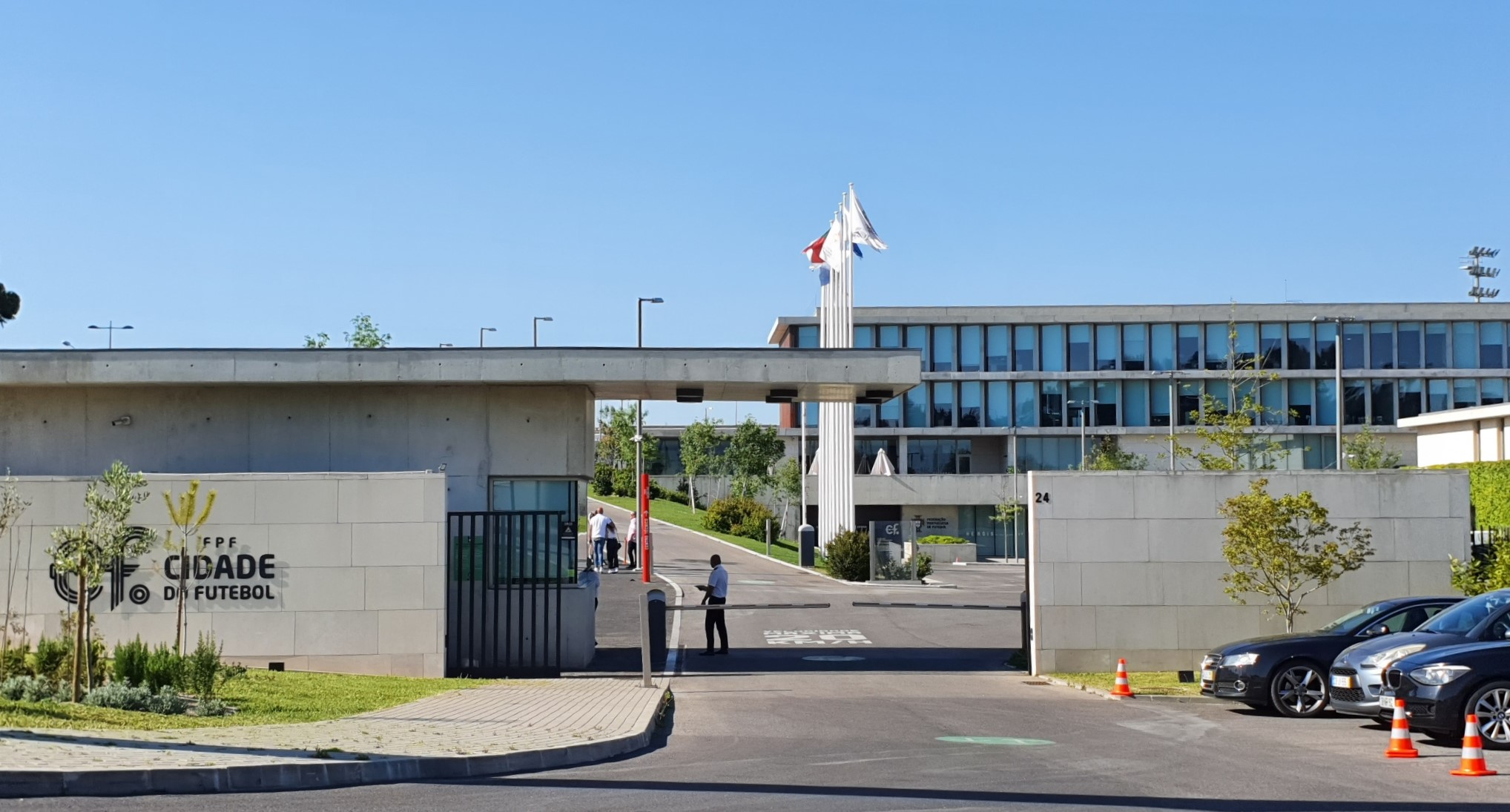
Entrada principal da Cidade do futebol.

A Federação Portuguesa de Futebol inaugurou, no dia 31 de março de 2016, a Cidade do Futebol, um complexo desportivo que funciona como o centro de estágio das 22 Seleções Nacionais. No conjunto das três fases da Cidade do Futebol foram investidos 90 milhões de euros, disse o presidente Fernando Gomes e principal responsável por tal feito.
A nova casa da Federação Portuguesa de Futebol situa-se na Avenida das Seleções em Oeiras, 1495-433 Cruz Quebrada - Dafundo, e estreou-se com um torneio de sub-15, no dia seguinte à abertura.

## História
Apesar de inaugurado com a presença do Presidente da República, Marcelo Rebelo de Sousa, o complexo desportivo foi construído somente com dinheiros da FPF e com os apoios de 6.5 milhões da UEFA e de 1 milhão da FIFA e sem apoio financeiro do Estado português.
A fase 1 da Cidade do Futebol levou 17 meses a ser construída e compreendeu um orçamento de 15 milhões de euros. Esta fase, que corresponde à sede da Federação e à casa das Seleções de Futebol, conta com três campos de treino e um de guarda redes, onze balneários, dois ginásios, um centro de hidroterapia e um núcleo de escritórios para o trabalho da equipa técnica e staff de apoio.
Na fase 2 foi ainda construída, por uma valor a rondar os 3,9 milhões de euros, a Casa do Atletas, com 46 quartos, que se destina exclusivamente ao alojamento dos futebolistas das seleções nacionais.
A Cidade do Futebol cresce novamente em novembro de 2024 com a conclusão da fase 3 deste projeto. Nesta fase são inaugurados as infraestruturas dedicadas às modalidades de pavilhão, nomeadamente para as Seleções de Futsal. A intitulada Arena Portugal, com capacidade para 240 espectadores, disponibilizará todas as valências necessárias ao trabalho dos atletas staff de apoio, assim como áreas comuns de lazer e de trabalho de monitorização da USP (Unidade de Saúde e Performance). Já as Seleções de Futebol de Praia serão contempladas com um campo de areia.
Por inaugurar ficará os espaços já em fase de construção da nova sede do Canal 11, espaço de redação, estúdios, salas multiusos e de trabalho, para além de um Centro de Congressos e um auditório.
Com a conclusão da fase 4 prevista para agosto de 2025, a Cidade do Futebol terá terá ainda mais capacidade de alojamento adicionando mais 30 quartos duplos para os atletas.